# Luis Alberto Heber
Luis Alberto Heber Fontana (Montevideo, 22 de diciembre de 1957) es un político uruguayo perteneciente al Partido Nacional, que se desempeñó como ministro del Interior desde el 25 de mayo de 2021, tras el fallecimiento en el cargo de Jorge Larrañaga, y hasta su renuncia, el 4 de noviembre de 2023, por su responsabilidad jerárquica dentro del contexto del escándalo político por el caso Marset. Anteriormente fue ministro de Transporte y Obras Públicas de 2020 hasta 2021, presidente del directorio del Partido Nacional de 2011 a 2018, senador de la República de 1995 a 2020, y representante nacional de 1985 a 1995.

## Biografía
Heber proviene del patriciado del Partido Nacional. Nació en Montevideo el 22 de diciembre de 1957. Hijo del destacado político herrerista Mario Heber Usher (1921-1980) y de María Cecilia Fontana Etchepare, quien falleció envenenada en confusas circunstancias en septiembre de 1978, plena dictadura. Su tío tatarabuelo Juan D. Jackson (1833-1892) fue empresario y terrateniente, sus tío bisabuelo y su tío abuelo, Alejandro Gallinal (1872-1943) y Alberto Gallinal Heber (1909-1994), fueron diputado por Soriano e intendente de Florida, respectivamente. Su tío Alberto Héber Usher fue el último presidente segundo colegiado blanco en el período 1966-1967.
Es viudo de Beatrice Dominice, fallecida en 1998, y tiene dos hijas, Victoria Blanca y Emilia Heber. Actualmente se encuentra casado con Adriana Currás.

## Ámbito político
Inicia su actividad política en la Juventud Herrerista del Partido Nacional en 1977. Actúa activamente en el Departamento de Rivera, en la Campaña del Plebiscito de 1980 apoyando el “NO”.
En 1985 es electo Diputado Nacional por el departamento de Rivera con 26 años, siendo reelegido en 1989. En 1993 preside la Cámara de Representantes.
En las elecciones nacionales de 1994 es electo Senador de la República y reelegido Diputado por el departamento de Rivera por el Partido Nacional; es reelegido Senador en 1999 y 2004. Hasta el día de hoy, Heber ocupa su bancada en la Cámara de Senadores por el sector Herrerismo. 
Además, desde 1999 es miembro del Directorio del Partido Nacional.
En las elecciones de octubre de 2009, fue candidato al Senado por Unidad Nacional, resultando electo para el periodo 2010-2015.
En junio de 2011 fue nombrado Presidente del Directorio del Partido Nacional donde trabaja en la renovación del Partido para que este sea la herramienta moderna, actual, y cercana a todos los uruguayos para llegar al Gobierno en las próximas elecciones.
En el año 2013, dejando de lado su candidatura, es el primer dirigente importante del partido que apoya a Luis Lacalle Pou en su candidatura a la presidencia. Es ese momento que termina de decidir a Lacalle Pou dar ese paso siendo aun diputado.
En las elecciones nacionales de 2014, Heber logró retener su banca en la Cámara Alta. Va a ser el legislador de actuación más dilatada en la nueva legislatura.
En el 2018 renuncia al Directorio del Partido Nacional para dedicarse de lleno a la campaña electoral, siendo sucedido por la Esc. Beatriz Argimón, primera mujer Presidente del Partido Nacional y candidata a Vicepresidente del Partido.
En el 2019 crea UNIDOS, sector político dentro del grupo TODOS del candidato Luis Lacalle Pou, que nuclea al Herrerismo y el Grupo de los Intendentes, para presentarse en todo el país como la segunda fuerza más importante del sector y del Partido Nacional de cara a las elecciones nacionales de 2019. Heber es segundo candidato al Senado en la lista del Herrerismo, encabezada por Luis Alberto Lacalle Pou. En octubre es reelegido senador. Fue designado Ministro de Transporte y Obras Públicas por el presidente electo Luis Alberto Lacalle Pou para el período 2020 - 2025.
El 24 de mayo de 2021, tras el fallecimiento del Ministro del Interior Jorge Larrañaga, el presidente Luis Lacalle Pou nomina a Heber para suplantarlo en dicho cargo. Cargo que asumió al día siguiente. hasta su renuncia, el 4 de noviembre de 2023, por su responsabilidad jerárquica dentro del contexto del escándalo político por el caso Marset.